# نیوتاون (نیوجرسی)
نیوتاون (به انگلیسی: Newtown) یک منطقهٔ مسکونی در ایالات متحده آمریکا است که در پیسکتاوای، نیوجرسی واقع شده‌است. نیوتاون ۱۷٫۹۸ متر بالاتر از سطح دریا قرار دارد.